# Temnothorax buddha
Temnothorax buddha (лат.) — вид мелких по размеру муравьёв трибы Crematogastrini из подсемейства мирмицины семейства Formicidae. Эндемик Непала. Вид был назван в честь Будды, по легенде рождённого в Непале.

## Распространение
Непал. Типовая серия муравьёв была собрана с приманок из печенья, хранящихся в лесу Нагарджун рядом с монастырем Джамачо, Национальный парк Шивапури-Нагарджун. Вместе с двумя другими одновременно описанными видами (Temnothorax kathmanduensis Subedi et al., 2023 и Temnothorax pathibharaensis Subedi et al., 2023) это 2—4-е виды своего рода из Непала, откуда ранее был известен только один представитель рода Temnothorax: Temnothorax wroughtonii (Forel, 1904).

## Описание
Мелкие желтоватые муравьи (2—3 мм). Голова овально-удлинённая, метанотальное вдавление отсутствует, заднегрудь угловатая, с короткими проподеальными шипиками. Грудь и голова сверху с морщинками, брюшко гладкое и блестящее. Голова при виде анфас немного длиннее ширины (головной индекс CI 1,26), с немного закругленными затылочными углами и слегка выпуклым или почти прямым задним краем; передний край наличника выпуклый; глаза относительно большие; мандибулы удлинённые, жевательные края с пятью зубцами; усики 12-сегментные; скапус почти достигает заднего края головы при виде анфас (индексы скапуса SI1 0,65 и SI2 0,83). Сходен с гималайсиким видами Temnothorax microreticulatus Bharti et al., 2012, Temnothorax pamiricus (Ruzsky, 1902), Temnothorax pakistanensis Rasheed et al., 2020 и Temnothorax himachalensis Bharti et al., 2012, которые также имеют желтоватый цвет, но отличается коротким скапусом усиков и заметными проподеальными шипиками. Вид был первые описан в 2023 году непальскими энтомологами Indra Prasad Subedi, Prem Bahadur Budha (Central Department of Zoology, Institute of Science and Technology, Tribhuvan University, Катманду, Непал) и российским мирмекологом З. Юсуповым (Институт экологии горных территорий РАН, Нальчик, Россия).